# Bill Clements
William Perry (Bill) Clements Jr. (Dallas (Texas), 17 april 1917 - aldaar, 29 mei 2011) was een Amerikaans politicus van de Republikeinse Partij.
Nadat hij in 1934 highschool voltooid had, werkte hij 15 maanden in de olievelden van Zuid-Texas. Daarna studeerde hij tot 1937 aan de Southern Methodist University tot hij terugkeerde naar de olievelden. In 1939 begon Clements bij Oil Well Supply Company en tijdens de Tweede Wereldoorlog werkte hij als een ingenieur bij de United States Army Corps of Engineers. In 1947 richtte hij met twee partners Southeastern Drilling Company (Sedco) op, wat uit zou groeien tot een van de grootste boormaatschappijen.
Hij was de onderminister van Defensie van 1971 tot 1977 onder presidenten Richard Nixon en zijn opvolger Gerald Ford van 1971 tot 1977. Hij diende twee keer als de gouverneur van Texas, tussen 1979 tot 1983 en van 1987 tot 1991. Dat hij niet herkozen werd in 1983 was mede te wijten aan de naweeën van de olieramp van Ixtoc I in 1979-80 na een blowout op de Sedco 135.
Clements overleed op 29 mei 2011 in een ziekenhuis in Dallas (Texas), hij was 94 jaar oud.
- Gemeinsame Normdatei: 1176650459
- International Standard Name Identifier: 0000 0000 2449 1001
- Library of Congress Control Number: n79076025
- National Archives and Records Administration: 10582833
- SNAC: w61v68p9
- Virtual International Authority File: 23419551
- WorldCat: E39PBJvMDmhxKRHwGCHFY6hmBP